# Bombshell (album)
 (mai 2017).
Si vous disposez d'ouvrages ou d'articles de référence ou si vous connaissez des sites web de qualité traitant du thème abordé ici, merci de compléter l'article en donnant les références utiles à sa vérifiabilité et en les liant à la section « Notes et références ».
Albums de Hydrogyn
Best Served With Volume (démo)
(2004) Strip 'Em Blind Live !
(2007)
Bombshell est le premier album studio du groupe de hard rock américain Hydrogyn, sorti en 2006.

## Présentation
Après une première démo auto-produite, Best Served With Volume (2004), qui permet à Hydrogyn de se faire remarquer aux États-Unis, le groupe est approché, au printemps 2005, par le producteur de heavy metal Michael Wagener (White Lion, Skid Row) qui accepte de produire leur premier véritable album studio.
Bombshell bénéficie d'une sortie mondiale en 2006, se place dans trois classements Billboard (no 3 au Heatseeker Northeast, no 19 au Top Internet Albums et no 46 au Top Heatseeker) et se vend à plus de 8 000 exemplaires en Europe.

## Liste des titres
| 1.    | Vesper's Song                           | 4:20 |
| 2.    | Blind                                   | 3:37 |
| 3.    | Look Away S.P.                          | 3:10 |
| 4.    | Breaking Me Down                        | 3:14 |
| 5.    | I've Been Waiting                       | 2:52 |
| 6.    | Confession                              | 3:36 |
| 7.    | Love Spoke                              | 3:23 |
| 8.    | Back in Black (reprise du groupe AC/DC) | 4:26 |
| 9.    | The Sand                                | 3:59 |
| 10.   | Whisper                                 | 4:04 |
| 11.   | Circle                                  | 3:17 |
| 12.   | Book of Names                           | 3:25 |
| 13.   | Come Back to Me                         | 4:08 |
| 14.   | Mutilated Mind                          | 3:11 |
| 50:43 |                                         |      |

Note:

Dans les éditions digipack et numérique, le titre no 8, Back in Black, est remplacé par 18 and Life (reprise du groupe Skid Row)

### Réédition 2012
| 1.  | Book of Names            | 3:26 |
| 2.  | Blind                    | 3:33 |
| 3.  | Look Away                | 3:14 |
| 4.  | Breaking Me Down         | 3:17 |
| 5.  | Vesper's Song            | 4:24 |
| 6.  | Confession               | 3:40 |
| 7.  | Love Spoke               | 3:26 |
| 8.  | The Sand                 | 4:06 |
| 9.  | Circle                   | 3:19 |
| 10. | I've Been Waiting        | 2:54 |
| 11. | Come Back To Me          | 4:13 |
| 12. | Mutilated Mind           | 3:12 |
| 13. | Blind (Live)             | 3:38 |
| 14. | Walk the Line            | 3:31 |
| 15. | Bringing You Down (Live) | 2:13 |
| 16. | King Of Gunndore (Live)  | 1:55 |
| 17. | Mutilated Mind (Live)    | 4:36 |
| 18. | Big Star (Live)          | 3:31 |
| 19. | Confession (Live)        | 3:57 |
| 20. | Take Control (Live)      | 3:10 |

Réédition digitale remastérisée 2012
L'édition digitale remastérisée 2012 comprend les 12 premiers titres de la réédition CD de la même année ainsi qu'un titre bonus.
| 13. | Take Control (2012 Remix) | 3:09 |

## Crédits

### Membres du groupe
- Julie Westlake : chant
- Jeff Westlake : guitare, percussion, chœurs
- Jeff Boggs : guitare, percussion, chœurs
- Dave Moody : basse, chœurs
- Jerry Lawson : batterie, percussions

Musiciens invités
- Michael Wagener : percussion
- Ryu Tashiro : percussion

### Équipes technique et production
- Production, ingénierie, mixage : Michael Wagener pour Double Trouble Productions
- Ingénierie (assistant) : Ryu Tashiro